# 肥前浜駅
肥前浜駅（ひぜんはまえき）は、佐賀県鹿島市浜町にある、九州旅客鉄道（JR九州）長崎本線の駅である。

## 歴史
- 1930年（昭和5年）11月30日：鉄道省の駅として開設[2]。
- 1985年（昭和60年）1月20日：駅員無配置駅となる[3]。
- 1987年（昭和62年）4月1日：国鉄分割民営化に伴い、JR九州に移管[2]。
- 1988年（昭和63年）：ヤマト運輸肥前鹿島営業所が設置され、簡易委託開始[4]。
- 2006年（平成18年）5月16日：無人駅化[4]。
- 2007年（平成19年）：簡易委託終了[5]。
- 2008年（平成20年）4月1日：完全無人駅化[5]。
- 2018年（平成30年）3月24日：駅舎を改築[6]。後に再度簡易委託化。
- 2021年（令和3年）1月11日：駅舎別棟に日本酒バー「HAMA BAR」が開店[7]。
- 2022年（令和4年）9月23日：観光特急「ふたつ星4047」が運行を開始し、停車駅となる。当駅 - 長崎駅間が非電化となる。

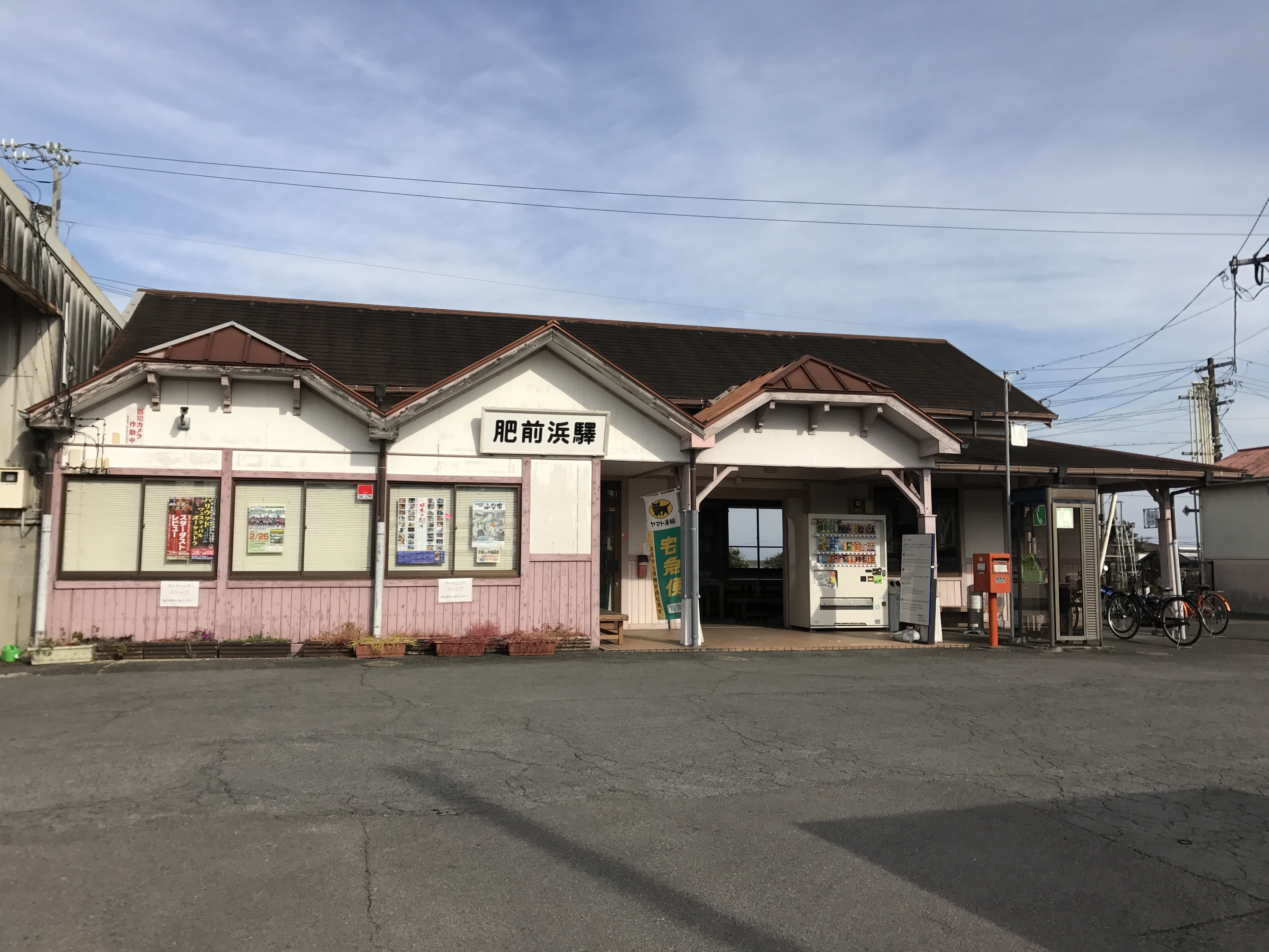
復元前の駅舎外観（2016年12月）

## 駅構造
単式ホーム1面1線と島式ホーム1面2線、計2面3線を有する地上駅。互いのホームは跨線橋で連絡している。下り線（2番のりば）を通過線とする1線スルー構造となっている。下り側に向かって右側（西側）に駅舎が設置されている。木造駅舎を有する。
2022年9月23日の西九州新幹線開業に伴うダイヤ改正で当駅は電化区間と非電化区間の境界となり、当駅 - 長崎駅間が非電化区間となった。これにより、当駅に停車する普通列車は、一部列車を除いて当駅で電車と気動車を乗換えることになる関係上、基本的に対面乗換可能な2・3番のりば発着となった。2022年9月22日までは当駅 - 長崎駅間も電化区間であり、当駅での乗換は発生しなかったため、上下共基本的に駅舎に直接繋がる1番のりば発着とし、乗降客が出来るだけ跨線橋を渡らずに済むように配慮されていた。
鳥栖方面からの電車が当駅で折返すため、817系電車に合わせて2両分のホームが嵩上げされている。2・3番ホームは1番のりばより若干鳥栖寄りにずれている。
駅舎は木造。鹿島市観光協会の観光案内所が入居しており、近距離切符のみの販売が行われていた。2018年3月、「鹿島酒造ツーリズム2018」が開幕した24日に、駅舎のオープン式典が行われた。当駅は、木造の駅舎本体は1930年建築時の姿に復元し、物販やカフェとして使えるスペースも併設された。また、JR九州は駅の再出発を記念し駅スタンプを設置した。さらに、観光案内所で乗車券の発売も行う簡易委託駅となり、長らく汲み取り式だったトイレも水洗化された。2021年1月には駅舎別棟に日本酒バー「HAMA BAR」が開店した。
国鉄時代末期に無人駅化された後、JR九州発足後にヤマト運輸肥前鹿島営業所が入居し、簡易委託駅となっていた。しかし、2007年に切符類販売を終了した後、営業所自体も2008年3月に撤退した。
当駅を経由する定期優等列車は無いが、運行日の多い観光特急ふたつ星4047、及び基本的に毎週月曜に運行される観光特急36ぷらす3の停車駅で、当駅での乗降が可能である。

### のりば
| のりば | 路線      | 方向 | 行先                 |
| ------ | --------- | ---- | -------------------- |
| 1 - 3  | ■長崎本線 | 下り | 諫早・長崎方面       |
| 1 - 3  | ■長崎本線 | 上り | 江北・佐賀・鳥栖方面 |

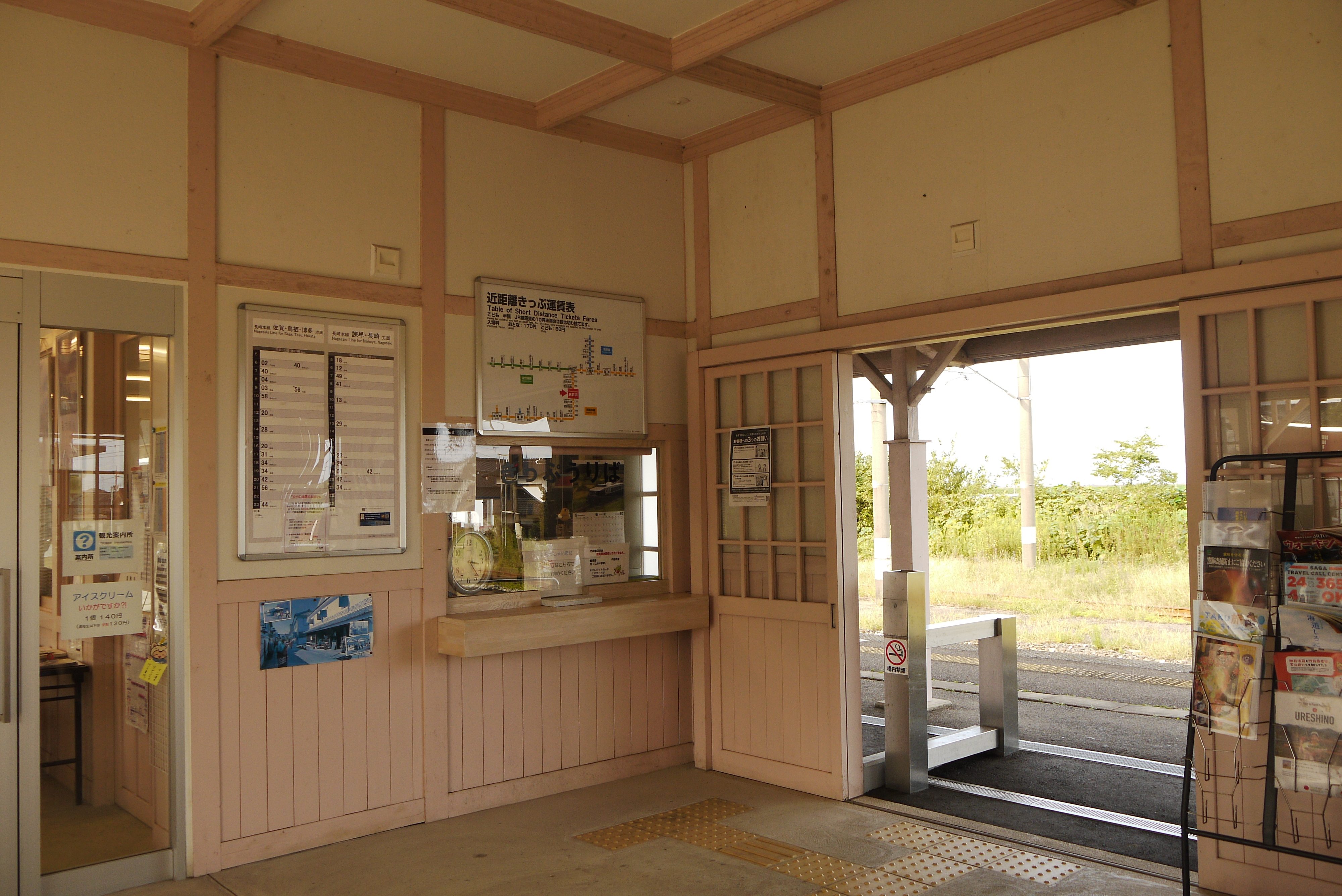
改札口付近（2020年9月）
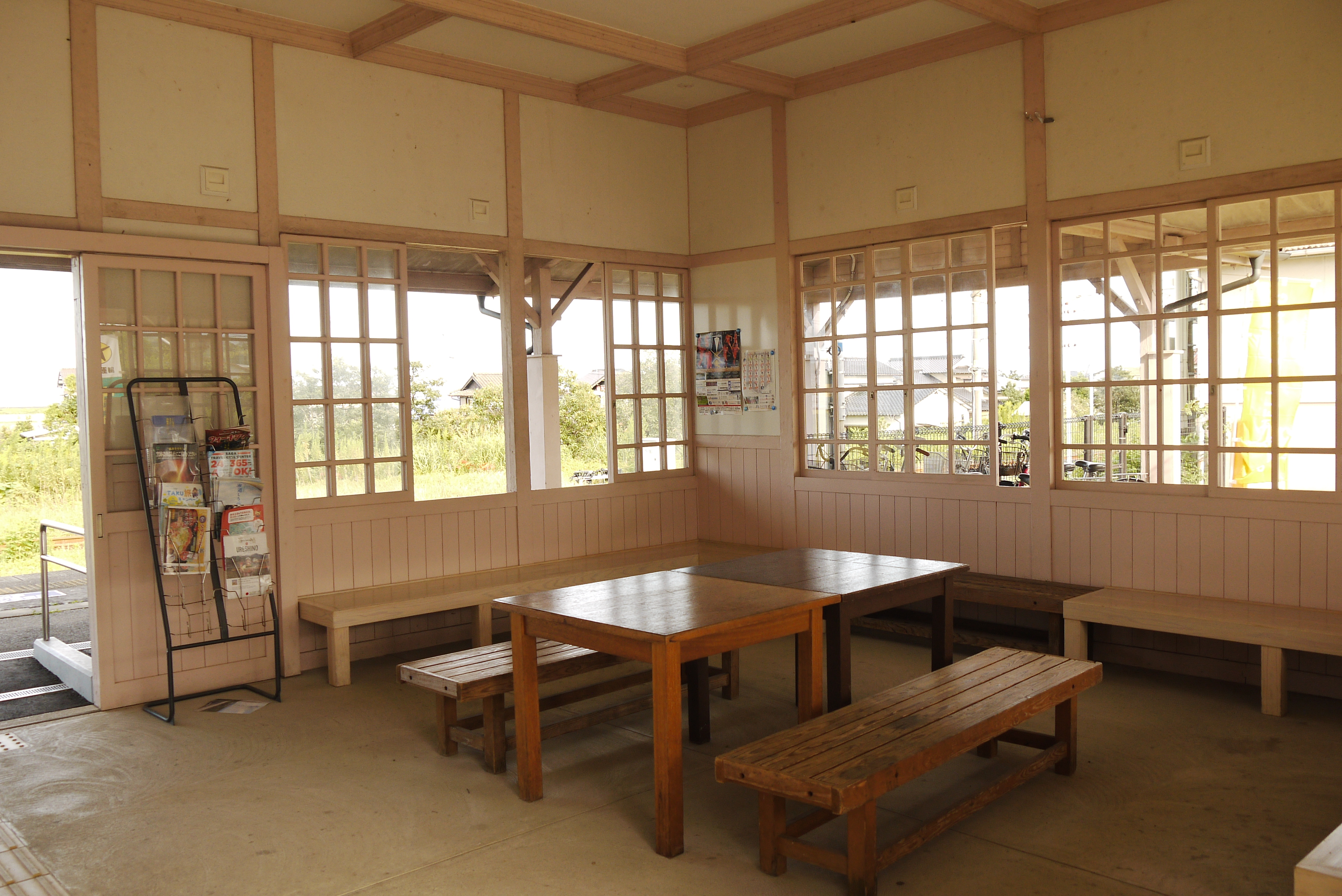
駅舎内（2020年9月）
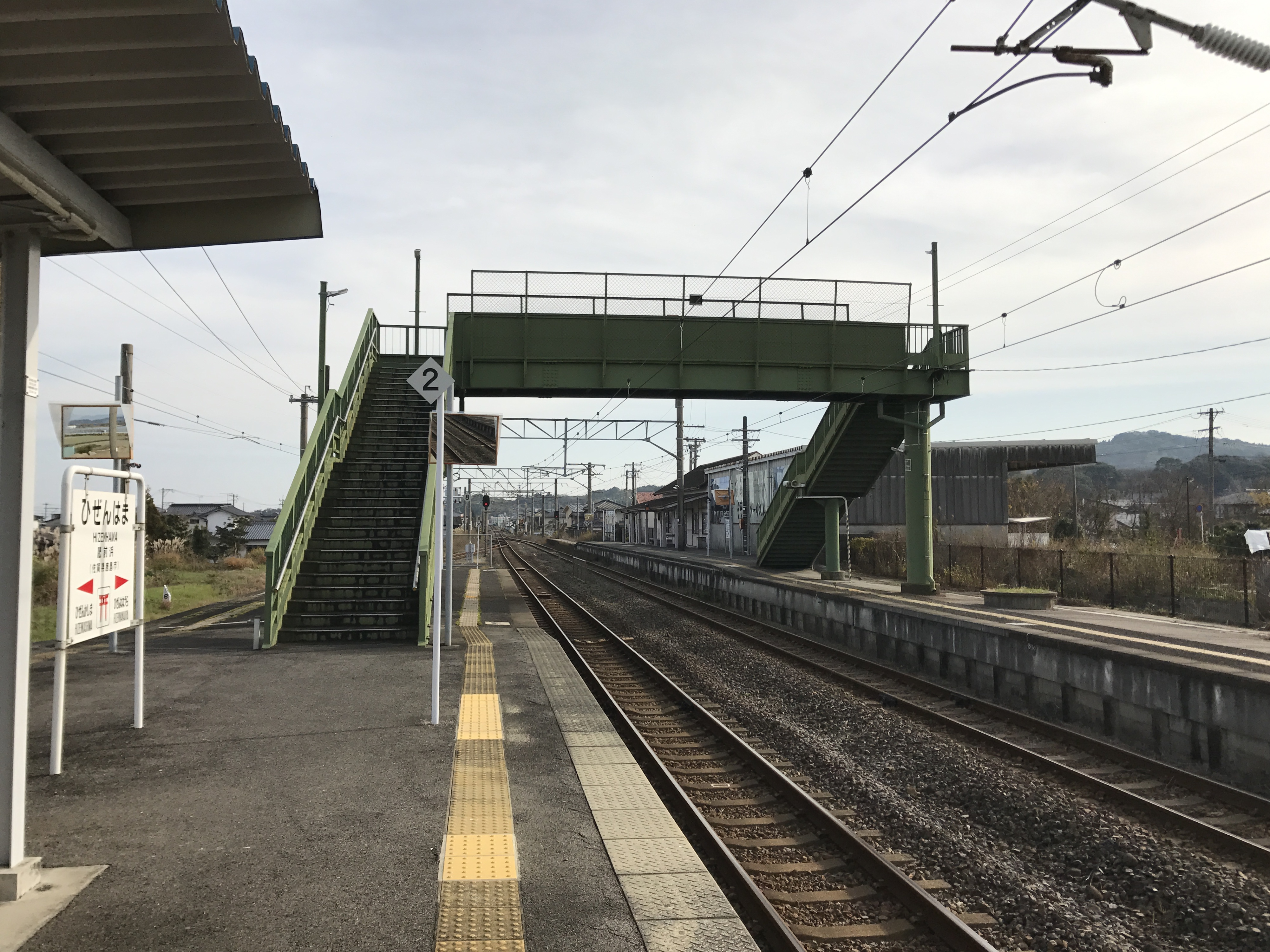
ホーム（2016年12月）
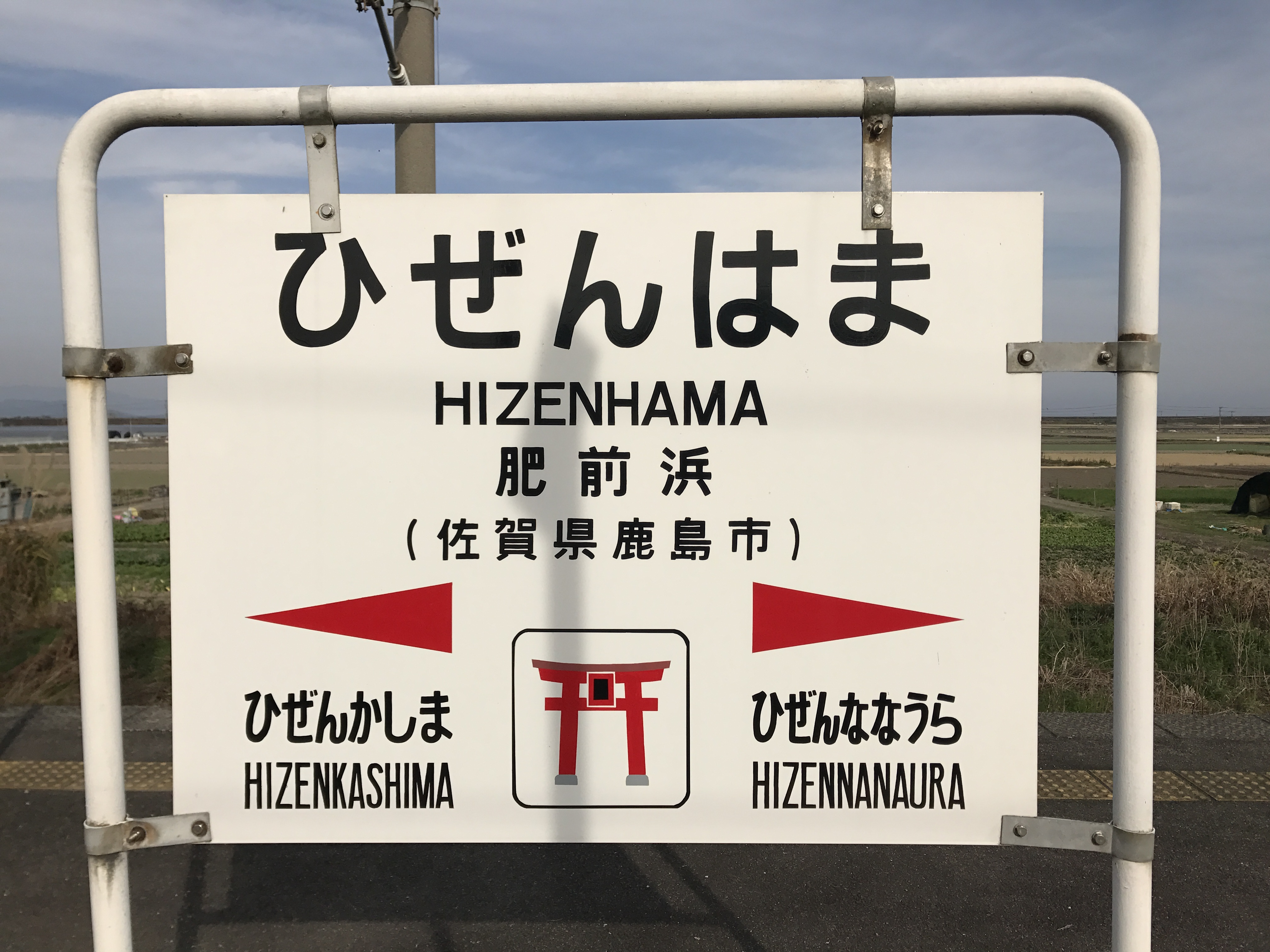
祐徳稲荷神社の赤い鳥居が描かれた駅名標（2016年12月）

## 利用状況
2016年度の1日平均乗車人員は196人である。
2017年度分から非公表。
| 年度   | 1日平均 乗車人員 |
| ------ | ---------------- |
| 2000年 | 239              |
| 2001年 | 251              |
| 2002年 | 217              |
| 2003年 | 216              |
| 2004年 | 225              |
| 2005年 | 222              |
| 2006年 | 205              |
| 2007年 | 197              |
| 2008年 | 195              |
| 2009年 | 173              |
| 2010年 | 176              |
| 2011年 | 168              |
| 2012年 | 166              |
| 2013年 | 160              |
| 2014年 | 173              |
| 2015年 | 184              |
| 2016年 | 196              |

## 駅周辺
日本三大稲荷である祐徳稲荷神社の最寄駅ではあるが、徒歩ではかなり距離（3キロ弱）がある上、バスなどの連絡交通機関もない（神社行きのバスが停車する、祐徳バスの「浜三ツ角」バス停までは徒歩15分程度で着くが、駅にその旨の案内掲示はない）。
- 国道207号
- 肥前浜宿 - 多くの白壁土蔵や草葺民家が残る歴史的な街並み。
  - 浜庄津町浜金屋町 - 国の重要伝統的建造物群保存地区に選定。
  - 浜中町八本木宿 - 国の重要伝統的建造物群保存地区に選定。
- 多良海道
- JAビバレッジ佐賀 本社工場
- 浜郵便局
- HAMA BAR
- 祐徳バス「浜駅前」バス停 - 国道207号上。駅前の道路（佐賀県道283号古枝肥前浜停車場線）を直進したところにある国道との交差点（肥前浜駅前交差点）付近。
  - 鹿島バスセンター - 中川 - 浜駅前 - 道の駅鹿島前 - 道の駅太良前 - 多良駅前 - 糸岐本町 - 大浦駅前 - 竹崎港

## 隣の駅
九州旅客鉄道（JR九州）
■長崎本線
- 特急「36ぷらす3」（当駅で肥前鹿島方面へ折り返し）「ふたつ星4047」（長崎行きのみ）停車駅
- 普通

肥前鹿島駅 - 肥前浜駅 - 肥前七浦駅